# Giselher Klebe

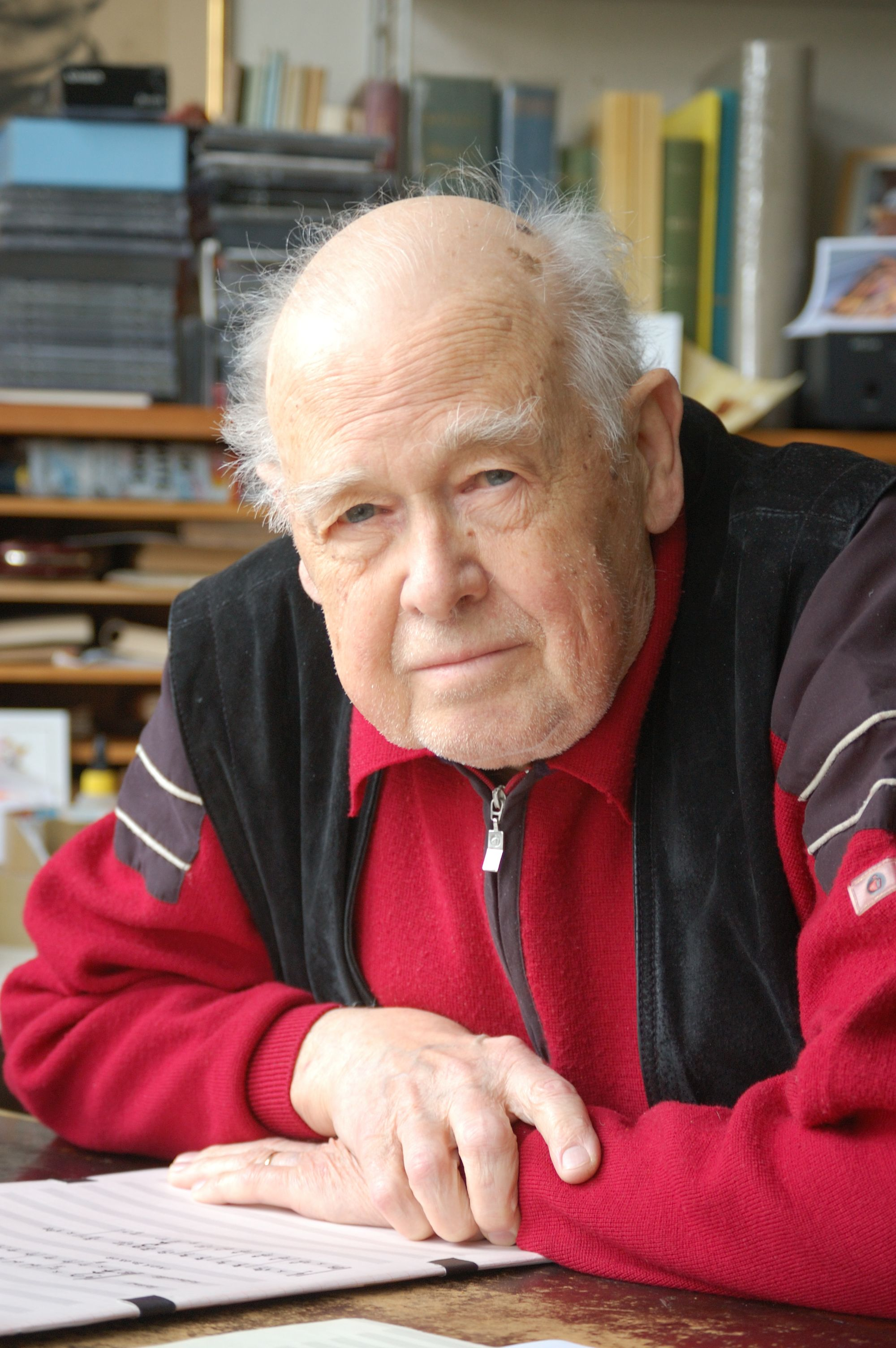
Giselher Klebe (2008)

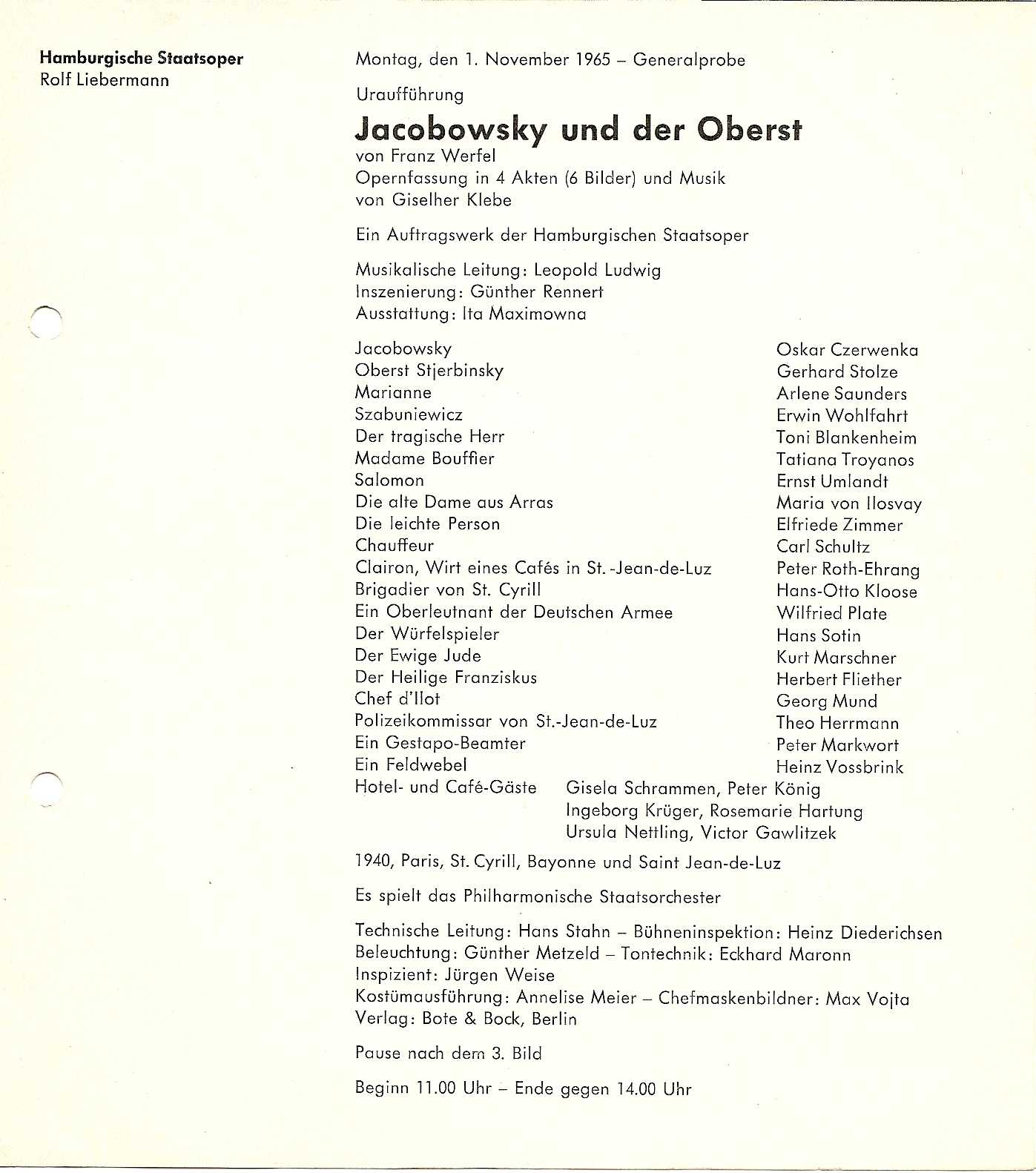
Jacobowsky und der Oberst, Besetzungszettel der Hamburger Uraufführung

Giselher Wolfgang Klebe (* 28. Juni 1925 in Mannheim; † 5. Oktober 2009 in Detmold) war ein deutscher Komponist. Von 1986 bis 1989 war er Präsident der Akademie der Künste in Berlin.

## Leben
Klebe erhielt schon früh von seiner Mutter, der Geigerin Gertrud Klebe, musikalischen Unterricht. 1932 übersiedelte die Familie nach München. Dort besuchte er zunächst die Vorschule der Schönherrlschen Privatschule, ab 1935 den humanistischen Gymnasialzweig desselben Institutes. Den bereits in Mannheim begonnenen Violinunterricht setzte er bei Melanie Michaelis, einer Schwester seiner Mutter, fort.
Ein weiterer berufsbedingter Ortswechsel seines Vaters führte ihn 1936 nach Rostock; nach der Trennung seiner Eltern erfolgte im selben Jahr die Übersiedlung mit Mutter und Schwester nach Berlin. Im Laufe des Jahres 1938 begann er mit der Skizzierung erster Kompositionsentwürfe; 1940 begann er ein von der Stadt Berlin gefördertes Musikstudium in den Fächern Violine, Viola und Komposition.
Nach Ableistung seiner Arbeitsdienstpflicht wurde Klebe 1943 als Funker zum Militärdienst bei einer Beobachtungsabteilung eingezogen. Nach der Kapitulation geriet er in sowjetische Kriegsgefangenschaft, aus der er bereits kurz nach Kriegsende auf Grund seines Gesundheitszustandes entlassen wurde.
1950 nahm Klebe nach längerer Rekonvaleszenz sein Kompositionsstudium wieder auf, zunächst am Internationalen Musikinstitut in Berlin bei Josef Rufer, später in der Meisterklasse Boris Blachers; zudem erhielt der Komponist eine Anstellung als Bandprüfer und Programmgestalter in der Abteilung Ernste Musik des damaligen Berliner Rundfunks.
Am 10. September 1946 heiratete Klebe die Geigerin Lore Schiller (1924[?]–2001). Der Ehe entstammen die beiden Töchter Sonja Katharina und Annette Marianne.
Nach Lösung seines Kontraktes mit dem Berliner Rundfunk Ende 1948 arbeitete Klebe als freischaffender Komponist in Berlin. Im Jahre 1957 entschied er sich erneut für eine feste Anstellung. Als Nachfolger Wolfgang Fortners übte er nunmehr die Tätigkeit eines Dozenten für die Fächer Komposition und Musiktheorie an der Nordwestdeutschen Musikakademie Detmold aus; im Jahre 1962 erfolgte die Ernennung Klebes zum Professor. Aus seiner Meisterklasse ging eine Anzahl angesehener Komponisten hervor. Nach seiner Pensionierung 1990 blieb Klebe der Hochschule für Musik Detmold weiterhin eng verbunden. Er starb 2009 nach schwerer Erkrankung.
Sein Gesamtwerk umfasst mehr als 140 Kompositionen, darunter 7 Symphonien, 15 Solokonzerte, Kammermusikwerke verschiedenster Besetzung, Klavierwerke, geistliche Werke und 14 Opern, für die zumeist Lore Klebe als Librettistin mit ihm zusammenarbeitete. Seine erste Oper war Die Räuber (1957, Düsseldorf), frei nach Friedrich Schillers Drama. Als Auftragswerk der Hamburgischen Staatsoper komponierte er die im November 1965 uraufgeführte Oper Jacobowsky und der Oberst nach Franz Werfels gleichnamigem Theaterstück. Im Auftrag des Staatstheaters Darmstadt schrieb er zusammen mit Lore Klebe die Oper Die Fastnachtsbeichte nach der Erzählung von Carl Zuckmayer, die am 20. Dezember 1983 in Darmstadt uraufgeführt wurde. Seine letzte Oper war Chlestakows Wiederkehr (2008, Detmold), deren Libretto auf Nikolai Gogols Komödie Der Revisor beruhte.

## Ehrungen, Mitgliedschaften
- 1952 Berliner Kunstpreis
- 1959+1963 Stipendium der Villa Massimo Rom
- 1963 Mitglied der Freien Akademie der Künste Hamburg
- 1965 Westfälischer Musikpreis
- 1970 Bundesverdienstkreuz am Bande
- 1975 Bundesverdienstkreuz I. Klasse
- 1991 Goldene Nadel der Dramatiker Union
- 1999 Großes Bundesverdienstkreuz
- 2002 Ehrenbürgerwürde der Stadt Detmold

## Schüler
- Alfons Nowacki (* 1935)
- Peter Michael Braun (1936–2019)
- Hans Martin Corrinth (1941–2022), 1962–1966
- Martin Christoph Redel (* 1947)
- Theo Brandmüller (1948–2012)
- Thomas Meyer-Fiebig (* 1949)
- Peter Ludwig (* 1951)
- Denise Hortência Lopes Garcia (* 1955), 1979–1981[1]
- Andreas Lindenbaum (* 1963), 1982–1986?
- Jens Holzkamp (* 1963), 1982–1983
- Matthias Pintscher (* 1971), 1988–1992
- Lars Woldt (* 1972)
- Brigitte Schäfer-Schwartze (* 1949)